# Draco cyanopterus
Draco cyanopterus är en ödleart som beskrevs av  Peters 1867. Draco cyanopterus ingår i släktet flygdrakar, och familjen agamer. IUCN kategoriserar arten globalt som livskraftig. Inga underarter finns listade.

## Utbredning och levnadssätt
Arten förekommer på flera av öarna i Filippinerna. Den tycks föredra relativt glesa trädbestånd. Innan de större skogsavverkningarna kom igång på Filippinerna, torde den mest ha hållit till i skogsbryn och gläntor. I dag förekommer den främst i kokospalmsplanteringar, och den gynnas kanske av ökande kokosodling.